# Комуністична партія Молдавії
Комуністи́чна па́ртія Молдавії — політична партія в Молдавській РСР. Утворена у 1940 році. Мала назви: до 1952 — Комуністична Партія (більшовиків) Молдавії (КП(б)М) — на правах обласної організації ВКП(б), і від 1952 року — Комуністична партія Молдавії (КПМ), що була республіканською організацією КПРС, об'єднувала осередки останньої в межах Молдавської РСР, керувала всіма ділянками суспільного життя, посідаючи абсолютну владу. У січні 1991 року перейменована в Комуністичну партію Молдови. Заборонена в серпні 1991 року.

### Список з'їздів і конференцій (на правах з'їзду)
- I з'їзд КП(б)М — 6— 8.02.1941
- II з'їзд КП(б)М — 5—8.02.1949
- III з'їзд КП(б)М — 30.03.—1.04.1951
- IV з'їзд КП(б)М — 18—21.09.1952
- V з'їзд КПМ — 16—18.02.1954
- VI з'їзд КПМ — 18—20.01.1956
- VII з'їзд КПМ — 28—29.01.1958
- VIII позачерговий з'їзд КПМ — 13—14.01.1959
- IX з'їзд КПМ — 28—29.01.1960
- X з'їзд КПМ — 27—29.09.1961
- XI з'їзд КПМ — 25—26.12.1963
- XII з'їзд КПМ — 1—3.03.1966
- XIII з'їзд КПМ — 24—26.02.1971
- XIV з'їзд КПМ — 29—31.01.1976
- XV з'їзд КПМ — 22—24.01.1981
- XVI з'їзд КПМ — 23—25.01.1986
- XVII з'їзд КПМ — 17—19.05.1990
- Конференція КПМ — 26.01.1991

## Керівники радянського періоду

### Перші секретарі ЦК Комуністичної партії Молдавії
- Бородін Петро Григорович (4 вересня 1940 — 27 січня 1945)
- Салогор Микита Леонтійович, в.о. (7 вересня 1942 (27 січня 1945) — 20 липня 1946)
- Коваль Микола Григорович (20 липня 1946 — 6 липня 1950)
- Брежнєв Леонід Ілліч (6 липня 1950 — 25 жовтня 1952)
- Гладкий Дмитро Спиридонович (25 жовтня 1952 — 6 лютого 1954)
- Сердюк Зиновій Тимофійович (6 лютого 1954 — 29 травня 1961)
- Бодюл Іван Іванович (29 травня 1961 — 22 грудня 1980)
- Гроссу Семен Кузьмич (22 грудня 1980 — 16 листопада 1989)
- Лучинський Петро Кирилович (16 листопада 1989 — 4 лютого 1991)
- Єремей Григорій Ісидорович (4 лютого 1991 — серпень 1991)

### Другі секретарі ЦК Комуністичної партії Молдавії
- Салогор Микита Леонтійович (4 вересня 1940 — 18 січня 1947)
- Зиков Іван Семенович (18 січня 1947 — 18 травня 1949)
- Горбань Борис Архипович (18 травня 1949 — 21 вересня 1952)
- Гладкий Дмитро Спиридонович (21 вересня 1952 — 25 жовтня 1952)
- Горбань Борис Архипович (25 жовтня 1952 — 6 лютого 1954)
- Гладкий Дмитро Спиридонович (6 лютого 1954 — 15 квітня 1959)
- Бодюл Іван Іванович (15 квітня 1959 — 29 травня 1961)
- Мельников Микола Панасович (29 травня 1961 — 22 грудня 1965)
- Щолоков Микола Онисимович (22 грудня 1965 — 13 лютого 1967)
- Мельков Юрій Дмитрович (13 лютого 1967 — 19 грудня 1973)
- Мереніщев Микола Володимирович (19 грудня 1973 — 14 серпня 1984)
- Смирнов Віктор Ілліч (14 серпня 1984 — 5 листопада 1988)
- Пшеничников В'ячеслав Костянтинович (5 листопада 1988 — 19 травня 1990)
- Гуцу Іван Тимофійович (19 травня 1990 — серпень 1991)

### Секретарі ЦК Комуністичної партії Молдавії
- Смориго Микола Харитонович (секретар із кадрів) (4 вересня 1940 — 23 квітня 1941)
- Зеленчук Степан Спиридонович (секретар із пропаганди та агітації) (4 вересня 1940 — 27 січня 1945)
- Безсонов Михайло Михайлович (3-й секретар) (1940 — 7 вересня 1942)
- Соловйов Григорій Пимонович (секретар із кадрів) (23 квітня 1941 — 13 листопада 1945)
- Смориго Микола Харитонович (секретар із транспорту) (23 квітня 1941 — 1943)
- Альошин Іван Іванович (секретар із промисловості) (23 квітня 1941 — 1943)
- Покотилов Петро Якович (секретар із харчової промисловості) (23 квітня 1941 — 1943)
- Чернявський Микола Дмитрович (секретар із будівництва і будівельних матеріалів) (23 квітня 1941 — 7 вересня 1942)
- Ривкін Іван Іванович (3-й секретар) (27 червня 1944 — 27 січня 1945)
- Кашников Пилип Іванович (3-й секретар) (27 січня 1945 — 30 березня 1951)
- Царанов Степан Васильович (секретар із пропаганди та агітації) (27 січня 1945 — 17 травня 1947)
- Зиков Іван Семенович (секретар із кадрів) (13 листопада 1945 — 18 січня 1947)
- Афтенюк Семен Якович (секретар із кадрів) (18 січня 1947 — 9 лютого 1949)
- Радул Макар Михайлович (секретар із пропаганди та агітації) (17 травня 1947 — 18 травня 1949)
- Терещенко Петро Пилипович (9 лютого 1949 — 19 вересня 1951)
- Ткач Дмитро Григорович (2 грудня 1949 — 29 серпня 1952)
- Лазарев Артем Маркович (2 квітня 1951 — 13 червня 1953)
- Мельник Олександр Антонович (2 квітня 1951 — 21 вересня 1952)
- Гладкий Дмитро Спиридонович (19 вересня 1951 — 21 вересня 1952)
- Скуртул Максим Васильович (13 червня 1953 — 29 травня 1961)
- Пузаков Іван Дмитрович (7 липня 1954 — 20 січня 1956)
- Ткач Дмитро Григорович (7 липня 1954 — 29 січня 1960)
- Гаврилов Олександр М (20 січня 1956 — 29 січня 1958)
- Аніканов Іван Михайлович (15 квітня 1959 — 29 вересня 1961)
- Постовий Євген Семенович (29 січня 1960 — 7 грудня 1962)
- Корнован Дмитро Семенович (29 вересня 1961 — 26 лютого 1971)
- Куриленко Микола Миколайович (29 вересня 1961 — 26 грудня 1963)
- Воронін Петро Васильович (7 грудня 1962 — 22 грудня 1965)
- Паскар Петро Андрійович (7 грудня 1962 — 17 червня 1970)
- Стешов Борис Олександрович (26 грудня 1963 — 16 жовтня 1977)
- Гроссу Семен Кузьмич  (17 червня 1970 — 23 листопада 1976)
- Лучинський Петро Кирилович (26 лютого 1971 — 24 січня 1976)
- Калін Іван Петрович (24 січня 1976 — 16 травня 1980)
- Каленик Євген Петрович  (23 листопада 1976 — 31 травня 1985)
- Савочко Борис Миколайович (16 жовтня 1977 — 31 травня 1985)
- Петрик Павло Петрович (16 травня 1980 — 22 жовтня 1986)
- Семенов Владислав Федорович (31 травня 1985 — 5 грудня 1989)
- Снєгур Мірча Іванович (31 травня 1985 — 5 грудня 1989)
- Бондарчук Микола Федорович (22 жовтня 1986 — 11 травня 1989)
- Гуцу Іван Тимофійович (11 травня 1989 — 19 травня 1990)
- Кутковецький Микола Панасович (5 грудня 1989 — серпень 1991)
- Собор Євген Васильович (5 грудня 1989 — серпень 1991)
- Йовв Василь Матвійович (19 травня 1990 — серпень 1991)